# Sommer-PL 2012
Sommer-PL 2012, de 14. paralympiske lege, og blev afholdt i perioden 29. august – 9. september 2012 i Storbritanniens hovedstad, London. 4.250 atleter fra 160 lande dystede i 20 sportsgrene.
Åbningsceremonien for de paralympiske lege foregik på Olympic Stadium d. 29. august. Fysikeren Stephen Hawking, der sidder i kørestol på grund af sclerose, var sammen med skuespilleren Ian McKellen gennemgående fortællere ved ceremonien, der bl.a. omhandlede Shakespeares klassiske opsætning Stormen. Nicola Miles-Wildin spillede Prosperos datter Miranda.

## Blade Runner
Sydafrikaneren Oscar Pistorius fik elleve måneder gammel amputeret begge ben under knæet. Det klassificeres i paralympiske sammenhænge til T43. Han anvender Flex-Foot Cheetah protesesprinterfødder, J-formede af kulfiber fra Islands Össur, som de fleste andre amputerede atleter. Han fik tilladelse til at konkurrere til OL i London, dog uden held. Ved de paralympiske lege stillede han op som T-44 (klassen med ét amputeret ben) og vandt sølv i 200 m, samt guld i 4×100 m stafet og 400 m i London. Ved de paralympiske lege i Beijing fik han dog tre guldmedaljer.